# Hélène Cixous
Hélène Cixous, née le 5 juin 1937 à Oran en Algérie, est une écrivaine et universitaire française. 
Elle se fait connaitre par son roman autobiographique Dedans (1969, Prix Médicis) et son essai Le Rire de la Méduse (1975), œuvre-phare de l'« écriture féminine » dont elle devient une figure majeure, aux côtés notamment de Julia Kristeva et Luce Irigaray. Également auteure dramatique, elle écrit plusieurs pièces pour le Théâtre du Soleil, où sa collaboration avec Ariane Mnouchkine dure depuis 1984. 
La carrière académique d'Hélène Cixous est principalement associée au Centre universitaire de Vincennes, dont elle est l'une des fondatrices en 1968 et où elle créé en 1974 le Centre d'études féminines, premier du genre en Europe. Elle est lauréate de nombreux prix pour ses pièces et pour ses textes, théoriques ou de fiction, et docteure honoris causa d'une dizaine d'universités dans le monde.

## Biographie
Hélène Cixous est née à Oran d'un père médecin (Georges Cixous, également né en Algérie, 1908-1948), et d'une mère allemande devenue sage-femme en 1952 (Eve Klein,1910-2013), au sein d'une famille juive, ashkénaze par la mère, séfarade par le père .
En 1955, elle se marie, quitte l'Algérie et donne naissance à trois enfants, Anne-Emmanuelle, Stéphane, Pierre-François.

### Carrière universitaire
Hélène Cixous est reçue à l'agrégation d'anglais en 1959.
Proche de Jean-Jacques Mayoux, elle rédige une thèse sur James Joyce,, devenant docteur ès lettres (1968).
Elle est professeur à l'université de Nanterre en 1967.
En 1969, elle participe à la fondation de la revue Poétique, avec Tzvetan Todorov et Gérard Genette.
Elle est à l'origine, avec Raymond Las Vergnas, de la création du centre universitaire de Vincennes, après Mai 68,. Elle y occupe dès 1969 une chaire de littérature anglaise, et elle y fonde en 1974 le Centre d'études féminines et d'études de genre, pionnier en Europe.
À partir de 1983, elle anime un séminaire au Collège international de philosophie.

### Carrière littéraire
À partir de 1967, Hélène Cixous publie une œuvre considérable, composée d'une soixantaine de titres essentiellement parus aux éditions Grasset, Gallimard, Des femmes et Galilée. Elle est en outre dramaturge et ses pièces sont mises en scène par Simone Benmussa au théâtre d'Orsay, par Daniel Mesguich au Théâtre de la Ville et par Ariane Mnouchkine au Théâtre du Soleil.
Elle publie des textes sur Jacques Derrida et sur James Joyce, mais aussi sur les œuvres de Clarice Lispector, qu’elle contribue à faire connaître en France, Maurice Blanchot, Franz Kafka, Heinrich von Kleist, Montaigne, Ingeborg Bachmann, Thomas Bernhard, Marina Tsvetaeva, Jean Genet et Samuel Beckett.
Elle a beaucoup écrit sur l'œuvre d'artistes, tels Simon Hantaï, Pierre Alechinsky, ainsi que deux livres sur Adel Abdessemed.
Elle est la marraine de la Société européenne des auteurs et traducteurs.

### Engagement militant et amitié avec Derrida
Pour Télérama, 

« Elle a partagé toutes les “guerres de libération” : celle de l’Algérie, pays où elle est née, celle de l’université, minée par les archaïsmes, celle des femmes, alors sous la coupe masculine. Avoir été jeune dans cette décennie, dit-elle, était une chance…. »

En 1963, Hélène Cixous rencontre Jacques Derrida, « avec qui elle partage un vécu commun de juifs d'Algérie » selon France Culture. Elle entretient avec lui une longue amitié et partage de nombreuses activités à la fois politiques et intellectuelles, comme la création de l'université Paris-VIII, le Centre national des lettres (aujourd'hui Centre national du livre) — 1981-1983 —, le Parlement international des écrivains, le Comité antiapartheid, des colloques, ou encore des séminaires au Collège international de philosophie. Ils partagent certaines publications communes ou croisées, comme Voiles, avec des dessins d'Ernest Pignon-Ernest, (Galilée, 1998), Portrait de Jacques Derrida en jeune saint juif (Galilée, 2001), H.C. pour la vie, c’est-à-dire… (Galilée, 2002).

### Manuscrits à la Bibliothèque nationale
En 2000, un fonds à son nom est créé par la Bibliothèque nationale de France, après qu'Hélène Cixous lui a fait don de la totalité de ses manuscrits à ce jour. Ils sont présentés dans l'exposition «Brouillons d'écrivains» en 2001.
En 2003, la BnF organise la conférence « Genèses Généalogies Genres : autour de l’œuvre d'Hélène Cixous ». Parmi les intervenants figurent Mireille Calle-Gruber, Marie-Odile Germain, Jacques Derrida, Annie Leclerc, Ariane Mnouchkine, Ginette Michaud et Hélène Cixous elle-même.

### Films
En 1989, Cixous et Mnouchkine collaborent au film La Nuit miraculeuse, commandé par l'Assemblée nationale pour le bicentenaire de la Déclaration des droits de l'homme (diffusé sur FR 3, le 7 décembre 1989).
Entre 2012 et 2018, Hélène Cixous participe à la réalisation du film documentaire d'Olivier Morel, Ever, Rêve, Hélène Cixous (118 minutes, 2018), qui lui est entièrement consacré.

## Engagements
En 2020, elle fait partie des premières personnalités à répondre à l'appel de Laurent Joffrin ayant l'intention de lancer un mouvement pour la « refondation d’une gauche réaliste, réformiste ».
Hélène  Cixous est signataire en 2023 du texte « Fin de vie, le manifeste des 109 pour faire évoluer la loi » publié dans L'Obs.

## Œuvre

### Fiction
- Le Prénom de Dieu (Grasset, 1967)
- Dedans (Grasset, 1969) prix Médicis
- Le Troisième Corps (Grasset, 1970)
- Les Commencements (Grasset, 1970)
- Neutre (Grasset, 1972)
- Tombe (Seuil, 1973, 2008)
- Portrait du Soleil (Denoël, 1974)
- Révolutions pour plus d'un Faust (Seuil, 1975)
- Souffles (Des femmes, 1975)
- Partie (Des femmes, 1976)
- La (Gallimard, 1976)
- Angst (Des Femmes, 1977)
- Anankè (Des femmes, 1979)
- Illa (Des femmes, 1980)
- Limonade tout était si infini (Des femmes, 1982)
- Le Livre de Prométhéa (Gallimard, 1983)
- Déluge (Des femmes, 1992)
- Beethoven à jamais ou l'Existence de Dieu (Des femmes, 1993)
- La Fiancée juive de la tentation (Des femmes, 1995)
- OR, les lettres de mon père (Des femmes, 1997)
- Osnabrück (Des femmes, 1999)
- Le Jour où je n'étais pas là (Galilée, 2000)
- Les Rêveries de la femme sauvage (Galilée, 2000)
- Manhattan (Galilée, 2002)
- Rêve je te dis (Galilée, 2003)
- Tours promises (Galilée, 2004)
- Rencontre terrestre, en collaboration avec Frédéric-Yves Jeannet (Galilée, 2005)
- L'Amour même : dans la boîte aux lettres (Galilée, 2005)
- Hyperrêve (Galilée, 2006)
- Si près (Galilée, 2007)
- Cigüe : vieilles femmes en fleurs (Galilée, 2008)
- Philippines : prédelles (Galilée, 2009)
- Ève s'évade : la ruine et la vie (Galilée, 2009)[11]
- Double Oubli de l'Orang-Outang (Galilée, 2010)
- Homère est morte (Galilée, 2014)[12]
- Gare d'Osnabrück à Jérusalem (Galilée, 2016)[13]
- 1938, nuits, Éditions Galilée, Paris, 2019, collection Lignes fictives, 146 pages  (ISBN 978-2-7186-0981-2)
- Ruines bien rangées (Gallimard, 2020)
- Rêvoir (Gallimard, 2021)
- Animal amour (Bayard, 2021)
- Mdeilmm (Gallimard, 2022)
- Incendire (Gallimard, 2023), 162 p.  (ISBN 978-2-07-302601-9)

### Essais
- L’Exil de James Joyce ou L'art du remplacement (Grasset, 1968)
- Prénoms de Personne (Seuil, 1974)
- La Jeune Née, en collaboration avec Catherine Clément, (U.G.E., 1975)
- Un K incomprehensible : Pierre Goldman (C. Bourgois, 1975)
- Le Rire de la Méduse et autres ironies (L'Arc, 1975 - rééd. Galilée, 2010)
- La Venue à l’écriture (U.G.E., 1977)
- Entre l’écriture (Des femmes, 1986)
- L'Heure de Clarice Lispector (Des femmes, 1989)
- Karine Saporta, en collaboration avec Daniel Dobbels et Bérénice Reynaud, (éditions Armand Colin, 1990)  (ISBN 978-2200372064)
- Hélène Cixous, photos de racines (avec Mireille Calle-Gruber, Des femmes, 1994)
- Voiles (avec Jacques Derrida, Galilée, 1998)
- Portrait de Jacques Derrida en jeune saint juif (Galilée, 2001)
- Le Voisin de zéro : Sam Beckett (Galilée, 2007)
- Entretien de la blessure, sur Jean Genet (Galilée, 2011)
- Abstracts et Brèves Chroniques du temps. I. Chapitre Los (Galilée, 2013)
- Ayaï ! Le Cri de la littérature (Galilée, 2013)
- Une autobiographie allemande, en collaboration avec Cécile Wajsbrot (Christian Bourgois, 2016)
- Les Sans Arche d’Adel Abdessemed (Gallimard, 2018)
- Défions l'augure (Galilée, 2018)
- Nacres, cahier (Galilée, 2019)
- Lettres de fuite. Séminaire 2001-2004 (Gallimard, 2020)
- Lettres dans la forêt, avec Cécile Wajsbrot (L'Extrême Contemporain, 2022)
- Il faut bien aimer. Séminaire 2004-2007 (Gallimard, 2023)

### Théâtre
- La Pupille (Cahiers Renaud-Barrault, 1971)
- Portrait de Dora (Des femmes, 1975) Mise en scène, scénographie, décor et costumes de Simone Benmussa. Création au Théâtre d'Orsay, Paris (saison 195/76). - Londres 1979.
- La Prise de l'école de Madhubaï (Avant-Scène, 1984)
- L’Histoire terrible mais inachevée de Norodom Sihanouk, roi du Cambodge (Théâtre du Soleil, 1985; nouvelle édition corrigée 1987)
- L’Indiade, ou l’Inde de leurs rêves, et quelques écrits sur le théâtre (Théâtre du Soleil, 1987)
- Les Euménides d’Eschyle (traduction, Théâtre du Soleil, 1992)
- La Ville parjure ou le Réveil des Erinyes (Théâtre du Soleil, 1994)
- Et soudain, des nuits d'éveil (Théâtre du Soleil, 1997)
- Tambours sur la digue, sous forme de pièce ancienne pour marionnettes jouée par des acteurs (Théâtre du Soleil, 1999)
- Rouen, la trentième nuit de Mai '31 (Galilée, 2001)
- Les Naufragés du Fol Espoir (Théâtre du soleil, 2010)
- La Fiancée aux yeux bandés (réécriture d'Hamlet, CNSAD, 2011)
- Une chambre en Inde (cocréation avec la troupe du Théâtre du Soleil, 2016)
- L'Île d'or (cocréation avec la troupe du Théâtre du Soleil, 2021)

### Autres textes
- Et la mère pour vite un dernier œuf (Gallimard, 2024)

### Articles (sélection)
- « Cela n'a pas de nom, ce qui se passait », Le Débat, vol. 41, no 4,‎ 1986, p. 153-158 (lire en ligne).
- « Vols d’aveugle autour d’une librerie », Études françaises, vol. 38, nos 1-2,‎ 2002, p. 263-275 (lire en ligne).
- « Ça promet », Lignes, vol. 47, no 2,‎ 2015, p. 142-161 (lire en ligne).

- « Lettre à Adel Abdessemed », Études françaises, vol. 51, no 2,‎ 2015, p. 37-45 (lire en ligne).
- « Quand H. C. essaie de s’excuser... », Études françaises, vol. 51, no 2,‎ 2015, p. 207-212 (lire en ligne).

## Prix et récompenses
- 1969 : Prix Médicis pour Dedans
- 2010 : Prix du Syndicat de la critique 2009 : meilleure création d'une pièce en langue française pour Les Naufragés du Fol Espoir (Aurores)
- 2014 : Prix Marguerite-Duras
- 2014 : Prix de la langue française[14]
- 2016 : Prix Marguerite-Yourcenar
- 2017 : Prix Bernheim
- 2018 : Grand prix du théâtre de l'Académie française
- 2020 : Prix de la Principauté de Monaco
- 2021 : Prix de la BnF pour l'ensemble de son œuvre[15]

## Doctoratshonoris causa
Hélène Cixous est docteur honoris causa de plusieurs universités :
- Université Queen's à Kingston (Canada)
- Université d'Edmonton (Canada)
- Université d'York (Angleterre)
- Université de Georgetown (Washington)
- Université Northwestern de Evanston, Illinois
- Université de St Andrews (Écosse)
- University College de Londres (Angleterre)
- University College Dublin (Irlande)
- « Professor honoris causa » : université de Cardiff (Pays de Galles) ; université du Sussex (Angleterre)
- Andrew White Professor at large : université Cornell (Ithaca, État de New York)

## Décorations
- 2014 :  Officier de la Légion d'honneur[16]. Chevalier du 22 juin 1994.
- 2016 :  Commandeur de l'ordre des Arts et des Lettres[17].
- 2023 :  Grande officière de l'ordre national du Mérite[18] ; commandeur de 2009[19] ;  officier du 30 mars 1998.